# Chloroceryle
A Chloroceryle a madarak osztályának szalakótaalakúak (Coraciiformes) rendjébe és a jégmadárfélék (Alcedinidae) családjába tartozó nem.

## Rendszerezésük
A nemet Johann Jakob Kaup írta le 1848-ban, az alábbi 4 faj tartozik ide:
- Amazon-jégmadár (Chloroceryle amazona)
- amerikai törpejégmadár (Chloroceryle aenea)
- zöld jégmadár (Chloroceryle americana)
- vöröshasú halkapó (Chloroceryle inda)